# Violència d'estat
La violència d'estat o violència estatal es defineix com "l'ús de l'autoritat governamental legítima per causar danys i patiments innecessaris a grups, individus i estats". Es pot definir de manera àmplia o estreta per referir-se a esdeveniments com a genocidi, terrorisme d'estat, brutalitat policial, vigilància (sigui massiva o d'opositors) o violència jurídica (la indiferència, la negligència, l'arbitrarietat, la discriminació o fins i tot la complicitat amb el delicte, dels funcionaris judicials).